# Poddotaz
Poddotaz je takový dotaz na databázi, který je umístěn uvnitř jiného „vnějšího“ dotazu a výsledky z něj se používají v nějaké podmínce v tom vnějším dotazu.
Poddotazy podporuje většina etablovaných databázových systémů, MSSQL, MySQL (od verze 4.1), Oracle, Sybase a další.
Poddotaz je nejčastěji příkaz SELECT a poskytuje hodnoty do porovnávací podmínky (klauzuli WHERE) pro nadřazený dotaz (jiné části dotazu jen velmi zřídka). Používá se tam, kde není vhodné nebo možné použít agregační funkce nebo (pro dodržení kompatibility) uložené procedury.
Příklad 1:
```
SELECT
 
*
 
FROM
 
tabulka1
 
WHERE
 
sloupec1
=
(
SELECT
 
sloupec2
 
FROM
 
tabulka2
 
WHERE
 
podmínka
);

```

Příklad 2:
```
DELETE
 
FROM
 
tabulka1
 
WHERE
 
sloupec1
 
IN
 
(
SELECT
 
sloupec2
 
FROM
 
tabulka2
 
WHERE
 
podmínka
);

```

Příklad 3:
```
UPDATE
 
tabulka1
 
SET
 
sloupec1
=
hodnota1
 
WHERE
 
EXISTS
(
SELECT
 
sloupec2
 
FROM
 
tabulka2
 
WHERE
 
podmínka
);

```